# Bessèges
Bessèges är en kommun i departementet Gard i regionen Occitanien i södra Frankrike. Kommunen ligger i kantonen Bessèges som tillhör arrondissementet Alès. År 2022 hade Bessèges 2 624 invånare.
Bessèges var tidigare känt för omfattande kolgruvor, järnindustri samt glasbruk.

## Befolkningsutveckling
Antalet invånare i kommunen Bessèges
Referens:INSEE